# Darko Brašanac
Darko Brašanac (serbi ciríl·lic: Дарко Брашанац; 12 de febrer de 1992) és un futbolista professional serbi que juga com a centrecampista pel Club Deportivo Leganés.
Brašanac va representar el seu país a tots els nivells internacionals juvenils, amb més de 35 partits, abans de debutar amb l'equip sènior el 2015.